# 수출보험
수출보험(輸出保險)은 수출 등의 대외 거래에서 발생되는 위험을 대비하기 위해 만든 일종의 보험이다. 보통의 민간보험으로는 구제되지 않는 것이 있다. 따라서, 수출업자나 수출품 메이커를 보호하기 위해 정부가 보험을 경영하고 있다. 그것의 종류로는 보통수출보험, 수출대금보험, 수출어음보험, 수출금융보험, 위탁판매수출보험, 해외광고보험, 해외투자원본보험, 해외투자이익보험 등의 8종이 있다.